# 公園下駅
公園下駅（こうえんしもえき）は、神奈川県足柄下郡箱根町強羅にある小田急箱根鋼索線（箱根登山ケーブルカー）の駅である。駅番号はOH 58。

## 歴史
- 1921年（大正10年）12月1日：開業。
- 1944年（昭和19年）2月11日：不要不急路線となり営業休止。
- 1950年（昭和25年）7月1日：営業再開。

## 駅構造

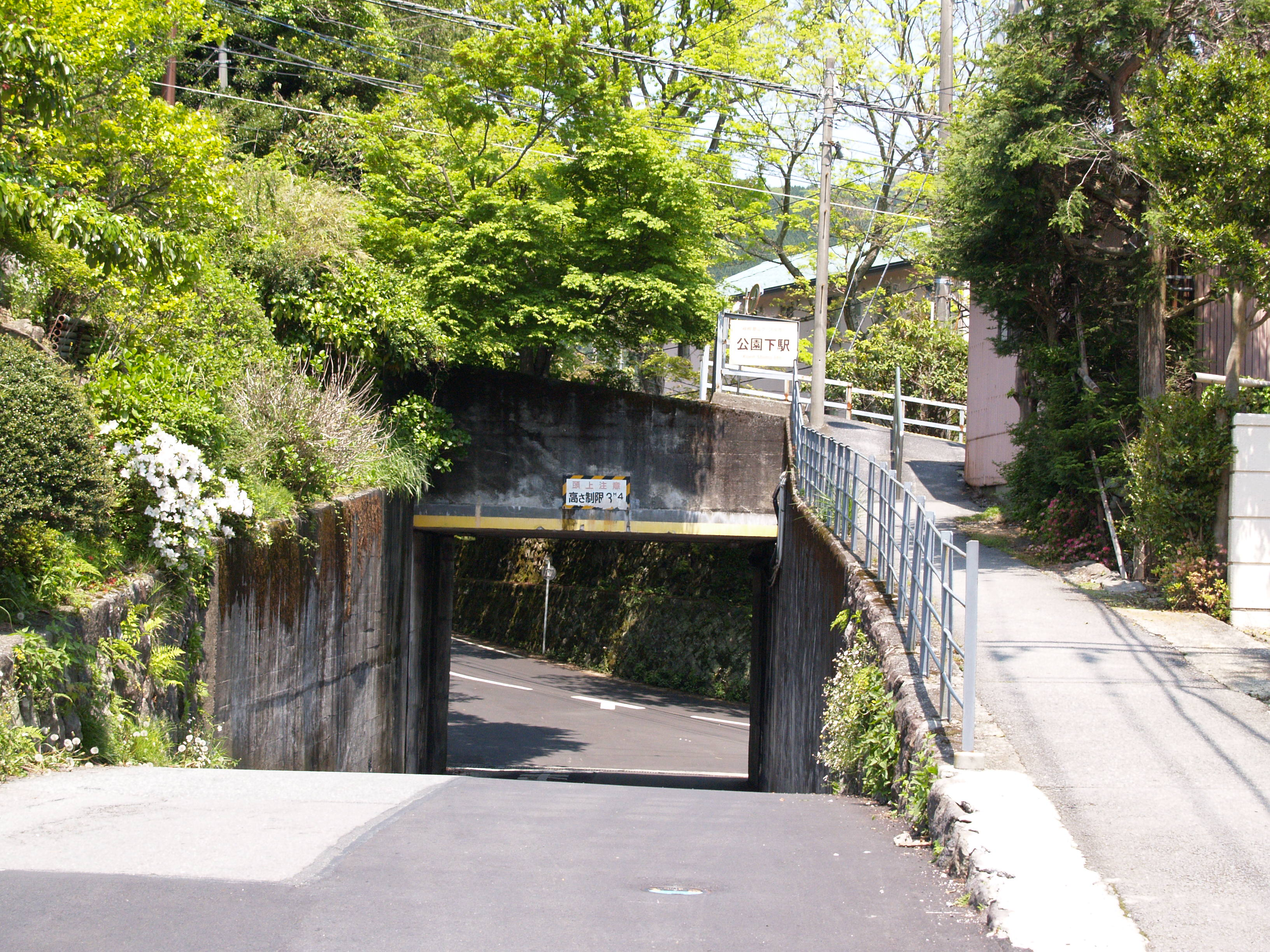
駅入口（2009年5月）

相対式ホーム2面1線を有する地上駅。ホームが線路の両側にあり、待合室がそれぞれ設置されている。停車したケーブルカーは両側の扉を開ける。
急傾斜地にあり、ホームの傾斜も大きい。
無人駅であり、乗車駅証明書発券機が設置してある。
駅構内に両ホームを行き来する通路はないが、付近の線路下をアンダーパスする道路で線路の反対側へ渡ることができる。
なお、箱根登山鉄道の表示看板やパンフレットでは各駅の標高が示されており、かつては587 mと表記されていたが、2013年の再調査で574 mに訂正されている。

## 利用状況
2008年度の1日平均乗車人員は12人である。
近年の1日平均乗車人員推移は下記の通り。
| 年度               | 1日平均 乗車人員 | 出典    |
| ------------------ | ---------------- | ------- |
| 1998年（平成10年） | 79               | [ * 1 ] |
| 1999年（平成11年） | 57               | [ * 2 ] |
| 2000年（平成12年） | 45               | [ * 2 ] |
| 2001年（平成13年） | 44               | [ * 3 ] |
| 2002年（平成14年） | 35               | [ * 3 ] |
| 2003年（平成15年） | 28               | [ * 4 ] |
| 2004年（平成16年） | 20               | [ * 4 ] |
| 2005年（平成17年） | 21               | [ * 5 ] |
| 2006年（平成18年） | 19               | [ * 5 ] |
| 2007年（平成19年） | 14               | [ * 6 ] |
| 2008年（平成20年） | 12               | [ * 6 ] |

## 駅周辺
強羅温泉街の中にある。
- 強羅公園（正門）
- 箱根写真美術館

## 隣の駅
小田急箱根
 鋼索線（箱根登山ケーブルカー）
強羅駅 (OH 57) - 公園下駅 (OH 58) - 公園上駅 (OH 59)